# Clam chowder

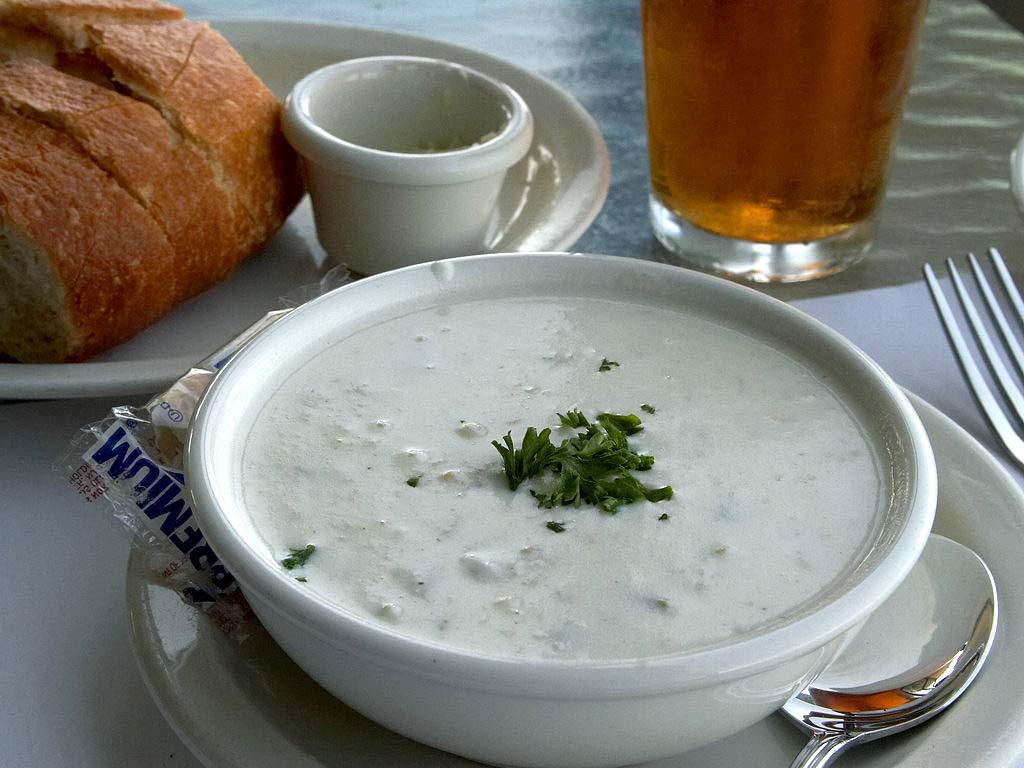
Clam chowder da Nova Inglaterra

O clam chowder é uma sopa de amêijoas originária dos estados norte-americanos da Nova Inglaterra. Existem muitas variedades de chowder nos Estados Unidos, e mesmo do clam chowder. 
As amêijoas são cozidas em água, por vezes com alho, abrem-se e reservam-se, juntamente com a água da cozedura. Numa panela, coloca-se carne de porco a derreter a gordura, que se usa para fazer uma base de sopa, com cebola e batata, sem outros vegetais ou temperos, para além de sal e pimenta. Quando as batatas estão cozidas, juntam-se as amêijoas e o seu caldo, e leite (por vezes misturado com farinha, para engrossar) ou nata. Deixa-se apurar e serve-se com os torresmos que possam ter ficado da carne de porco. 